# سندرم پوست سخت
سندرم پوست سخت (انگلیسی: Stiff skin syndrome) یک بیماری جلدی است که در آن پوست بدن از دوران نوزادی یا اوایل کودکی همچون سنگ، سفت و سخت می‌شود و ضخامت آن و بافت‌های زیرپوستی افزایش می‌یابد. از مشخصات دیگر آن، محدودیت حرکت مفاصل و پرمویی خفیف است. در این بیماران اختلالات دستگاه ایمنی یا بیش‌فعالی رگ‌های خونی دیده نمی‌شود.
اطلاعات زیادی از این بیماری، دلایل ایجاد و درمانش در دست نیست، چرا که تنها ۴۱ مورد از آن در تاریخ پزشکی گزارش شده‌است. در حال حاضر، به نظر می‌رسد که شیمی‌درمانی - مشابه آنچه در درمان سرطان‌ها انجام می‌شود - قادر است سرعت پیشرفت این بیماری را کم کند، اما اگر پوست به مرحله سفت‌شدگی برسد، دیگر نمی‌توان آنرا به حالت سابق و طبیعی خود بازگرداند. فیزیوتراپی هم کمک‌کننده است.